# FK Kožuf
O FK Kožuf é um clube de futebol macedônio com sede em Gevgelija. A equipe compete no Campeonato Macedônio de Futebol.

## História
O clube foi fundado em 1922.